# Шишкинский сельсовет (Алтайский край)
Шишкинский сельсовет — муниципальное образование со статусом сельского поселения и административно-территориальное образование в Тальменском районе Алтайского края России. Административный центр — село Шишкино.

## Население
| 1997 | 1998  | 1999  | 2000 | 2001 | 2002 |
| ---- | ----- | ----- | ---- | ---- | ---- |
| 1010 | ↘1002 | ↘1001 | ↘990 | ↘952 | ↘921 |
| 2003 | 2004  | 2005  | 2006 | 2007 | 2008 |
| ↘909 | ↘888  | ↘886  | ↘883 | ↘870 | ↘855 |
| 2009 | 2010  | 2011  | 2012 | 2013 | 2014 |
| ↘829 | ↘771  | ↘768  | ↘753 | ↘736 | ↗739 |
| 2015 | 2016  | 2017  | 2018 | 2019 | 2020 |
| ↗741 | ↘723  | ↗746  | ↗751 | ↗755 | ↘739 |
| 2021 |       |       |      |      |      |
| ↘715 |       |       |      |      |      |

По результатам Всероссийской переписи населения 2010 года, численность населения муниципального образования составила 771 человек, в том числе 364 мужчины и 407 женщин. 

## Населённые пункты
В состав сельского поселения входит 3 населённых пункта:
- Усть-Чумыш (село) — 76[11]
- Шишкино (село, административный центр) — 430[11]
- Язово (село) — 230[11]